# Lohéac
Lohéac (en bretó Lohieg, en gal·ló Lozeiac) és un municipi francès, situat a la regió de Bretanya, al departament d'Ille i Vilaine. L'any 2006 tenia 677 habitants.

## Demografia
| 1962                                       | 1968 | 1975 | 1982 | 1990 | 1999 |
| ------------------------------------------ | ---- | ---- | ---- | ---- | ---- |
| 400                                        | 404  | 406  | 449  | 508  | 603  |
| Des de 1962: població sense dobles comptes |      |      |      |      |      |

## Administració
| Període   | Identitat      | Partit |
| --------- | -------------- | ------ |
| 1995-2008 | André Pavoine  |        |
| 2008-     | Patrick Bertin |        |

## Esdeveniments
1. El ral·li cross Lohéac que se celebra anualment el primer cap de setmana de setembre.
2. L'Associació Esportiva de Kàrting Lohéac organitza el campionat francès de Supermotard.

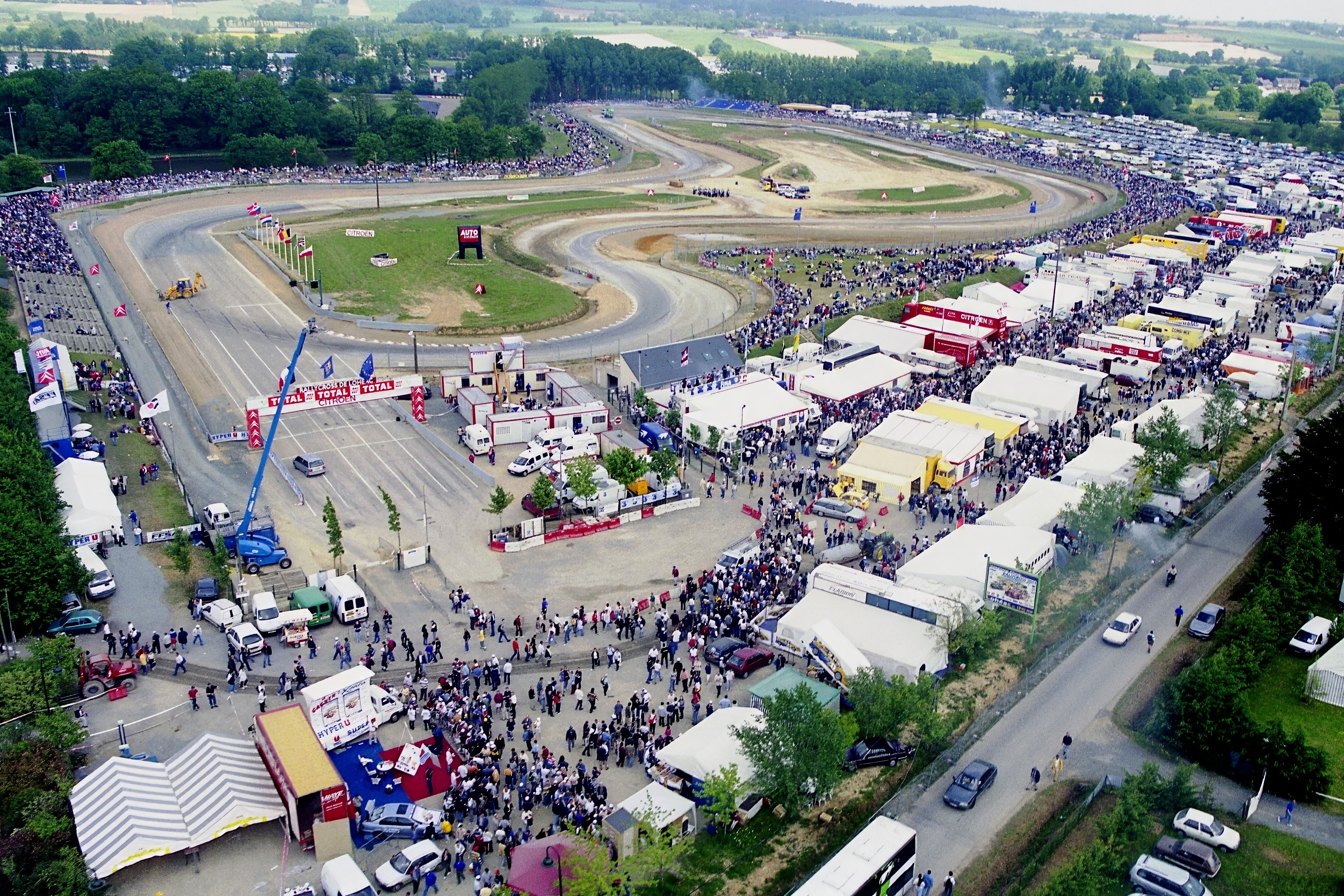
Circuit de Lohéac 2001